# Haplocyclops torresi
Haplocyclops torresi is een eenoogkreeftjessoort uit de familie van de Cyclopidae. De wetenschappelijke naam van de soort is voor het eerst geldig gepubliceerd in 1998 door Rocha C.E.F., Torres & Maia-Barbosa.